# Quatrième circonscription des Pyrénées-Orientales
La quatrième circonscription des Pyrénées-Orientales est l'une des 4 circonscriptions législatives françaises que compte le département des Pyrénées-Orientales (66).

## Description géographique et démographique
La quatrième circonscription des Pyrénées-Orientales est délimitée par le découpage électoral de la loi n°86-1197 du 24 novembre 1986
, elle regroupe les divisions administratives suivantes : 
- canton d'Argelès-sur-Mer,
- canton d'Arles-sur-Tech,
- canton de Céret,
- canton de Côte Vermeille,
- canton d'Elne,
- canton de Prats-de-Mollo-la-Preste,
- canton de Thuir.

D'après le recensement général de la population en 2022, réalisé par l'Institut national de la statistique et des études économiques (INSEE), la population totale de cette circonscription est estimée à 126943 habitants,.

| Nom                              | Code Insee | Intercommunalité                                       | Superficie (km2) | Population (dernière pop. légale) | Densité (hab./km2) |
| -------------------------------- | ---------- | ------------------------------------------------------ | ---------------- | --------------------------------- | ------------------ |
| Amélie-les-Bains-Palalda         | 66003      | CC du Haut Vallespir                                   | 29,43            | 3 553 (2022)                      | 121                |
| Argelès-sur-Mer                  | 66008      | CC des Albères, de la Côte Vermeille et de l'Illibéris | 58,67            | 10 779 (2022)                     | 184                |
| Arles-sur-Tech                   | 66009      | CC du Haut Vallespir                                   | 28,82            | 2 805 (2022)                      | 97                 |
| Bages                            | 66011      | CC des Albères, de la Côte Vermeille et de l'Illibéris | 11,95            | 4 519 (2022)                      | 378                |
| Banyuls-dels-Aspres              | 66015      | CC des Aspres                                          | 10,53            | 1 397 (2022)                      | 133                |
| Banyuls-sur-Mer                  | 66016      | CC des Albères, de la Côte Vermeille et de l'Illibéris | 42,43            | 4 583 (2022)                      | 108                |
| Brouilla                         | 66026      | CC des Aspres                                          | 7,83             | 1 586 (2022)                      | 203                |
| Caixas                           | 66029      | CC des Aspres                                          | 28,11            | 131 (2022)                        | 4,7                |
| Calmeilles                       | 66032      | CC des Aspres                                          | 13,22            | 60 (2022)                         | 4,5                |
| Camélas                          | 66033      | CC des Aspres                                          | 12,72            | 463 (2022)                        | 36                 |
| Castelnou                        | 66044      | CC des Aspres                                          | 19,28            | 286 (2022)                        | 15                 |
| Cerbère                          | 66048      | CC des Albères, de la Côte Vermeille et de l'Illibéris | 8,18             | 1 213 (2022)                      | 148                |
| Céret                            | 66049      | CC du Vallespir                                        | 37,86            | 7 544 (2022)                      | 199                |
| Collioure                        | 66053      | CC des Albères, de la Côte Vermeille et de l'Illibéris | 13,02            | 2 637 (2022)                      | 203                |
| Corneilla-del-Vercol             | 66059      | CC Sud Roussillon                                      | 5,43             | 2 679 (2022)                      | 493                |
| Corsavy                          | 66060      | CC du Haut Vallespir                                   | 47,02            | 247 (2022)                        | 5,3                |
| Coustouges                       | 66061      | CC du Haut Vallespir                                   | 16,86            | 93 (2022)                         | 5,5                |
| Elne                             | 66065      | CC des Albères, de la Côte Vermeille et de l'Illibéris | 21,29            | 9 479 (2022)                      | 445                |
| Fourques                         | 66084      | CC des Aspres                                          | 9,39             | 1 333 (2022)                      | 142                |
| La Bastide                       | 66018      | CC du Haut Vallespir                                   | 15,63            | 62 (2022)                         | 4                  |
| L'Albère                         | 66001      | CC du Vallespir                                        | 17,1             | 63 (2022)                         | 3,7                |
| Lamanère                         | 66091      | CC du Haut Vallespir                                   | 23,83            | 54 (2022)                         | 2,3                |
| Laroque-des-Albères              | 66093      | CC des Albères, de la Côte Vermeille et de l'Illibéris | 20,51            | 2 245 (2022)                      | 109                |
| Le Boulou                        | 66024      | CC du Vallespir                                        | 14,42            | 5 396 (2022)                      | 374                |
| Le Perthus                       | 66137      | CC du Vallespir                                        | 4,27             | 565 (2022)                        | 132                |
| Les Cluses                       | 66063      | CC du Vallespir                                        | 8,91             | 258 (2022)                        | 29                 |
| Le Tech                          | 66206      | CC du Haut Vallespir                                   | 25,18            | 97 (2022)                         | 3,9                |
| Llauro                           | 66099      | CC des Aspres                                          | 8,34             | 314 (2022)                        | 38                 |
| Llupia                           | 66101      | CU Perpignan Méditerranée Métropole                    | 6,88             | 2 169 (2022)                      | 315                |
| Maureillas-las-Illas             | 66106      | CC du Vallespir                                        | 42,1             | 2 859 (2022)                      | 68                 |
| Montauriol                       | 66112      | CC des Aspres                                          | 11,1             | 251 (2022)                        | 23                 |
| Montbolo                         | 66113      | CC du Haut Vallespir                                   | 21,98            | 179 (2022)                        | 8,1                |
| Montferrer                       | 66116      | CC du Haut Vallespir                                   | 21,95            | 216 (2022)                        | 9,8                |
| Montescot                        | 66114      | CC Sud Roussillon                                      | 6,02             | 1 595 (2022)                      | 265                |
| Montesquieu-des-Albères          | 66115      | CC des Albères, de la Côte Vermeille et de l'Illibéris | 17,06            | 1 283 (2022)                      | 75                 |
| Oms                              | 66126      | CC des Aspres                                          | 18,53            | 354 (2022)                        | 19                 |
| Ortaffa                          | 66129      | CC des Albères, de la Côte Vermeille et de l'Illibéris | 8,49             | 1 889 (2022)                      | 222                |
| Palau-del-Vidre                  | 66133      | CC des Albères, de la Côte Vermeille et de l'Illibéris | 10,41            | 3 232 (2022)                      | 310                |
| Passa                            | 66134      | CC des Aspres                                          | 13,47            | 1 079 (2022)                      | 80                 |
| Ponteilla                        | 66145      | CU Perpignan Méditerranée Métropole                    | 13,78            | 3 012 (2022)                      | 219                |
| Port-Vendres                     | 66148      | CC des Albères, de la Côte Vermeille et de l'Illibéris | 14,77            | 3 976 (2022)                      | 269                |
| Prats-de-Mollo-la-Preste         | 66150      | CC du Haut Vallespir                                   | 145,09           | 1 114 (2022)                      | 7,7                |
| Reynès                           | 66160      | CC du Vallespir                                        | 27,56            | 1 234 (2022)                      | 45                 |
| Saint-André                      | 66168      | CC des Albères, de la Côte Vermeille et de l'Illibéris | 9,73             | 3 395 (2022)                      | 349                |
| Saint-Génis-des-Fontaines        | 66175      | CC des Albères, de la Côte Vermeille et de l'Illibéris | 9,9              | 2 985 (2022)                      | 302                |
| Saint-Jean-Lasseille             | 66177      | CC des Aspres                                          | 2,89             | 1 578 (2022)                      | 546                |
| Saint-Jean-Pla-de-Corts          | 66178      | CC du Vallespir                                        | 10,62            | 2 283 (2022)                      | 215                |
| Saint-Laurent-de-Cerdans         | 66179      | CC du Haut Vallespir                                   | 45,08            | 1 020 (2022)                      | 23                 |
| Saint-Marsal                     | 66183      | CC du Haut Vallespir                                   | 15,36            | 73 (2022)                         | 4,8                |
| Sainte-Colombe-de-la-Commanderie | 66170      | CC des Aspres                                          | 4,74             | 172 (2022)                        | 36                 |
| Serralongue                      | 66194      | CC du Haut Vallespir                                   | 23,04            | 243 (2022)                        | 11                 |
| Sorède                           | 66196      | CC des Albères, de la Côte Vermeille et de l'Illibéris | 34,54            | 3 500 (2022)                      | 101                |
| Taillet                          | 66199      | CC du Vallespir                                        | 10,02            | 106 (2022)                        | 11                 |
| Taulis                           | 66203      | CC du Haut Vallespir                                   | 6,19             | 58 (2022)                         | 9,4                |
| Terrats                          | 66207      | CC des Aspres                                          | 7,32             | 799 (2022)                        | 109                |
| Théza                            | 66208      | CC Sud Roussillon                                      | 4,83             | 2 181 (2022)                      | 452                |
| Thuir                            | 66210      | CC des Aspres                                          | 19,9             | 8 215 (2022)                      | 413                |
| Tordères                         | 66211      | CC des Aspres                                          | 9,91             | 186 (2022)                        | 19                 |
| Tresserre                        | 66214      | CC des Aspres                                          | 11,21            | 1 171 (2022)                      | 104                |
| Trouillas                        | 66217      | CC des Aspres                                          | 17,01            | 2 291 (2022)                      | 135                |
| Villelongue-dels-Monts           | 66225      | CC des Albères, de la Côte Vermeille et de l'Illibéris | 11,55            | 1 917 (2022)                      | 166                |
| Villemolaque                     | 66226      | CC des Aspres                                          | 6                | 1 289 (2022)                      | 215                |
| Villeneuve-de-la-Raho            | 66227      | CU Perpignan Méditerranée Métropole                    | 11,41            | 4 416 (2022)                      | 387                |
| Vivès                            | 66233      | CC du Vallespir                                        | 11,07            | 182 (2022)                        | 16                 |

## Historique des députations
| Législature | Début de mandat | Fin de mandat  | Député             | Parti politique | Observations |
| ----------- | --------------- | -------------- | ------------------ | --------------- | --- |
| IXe         | 23 juin 1988    | 1er avril 1993 | Henri Sicre,       | PS,             | Maire de Céret |
| Xe          | 2 avril 1993    | 21 avril 1997  | Henri Sicre,       | PS,             | Maire de Céret Mandat écourté à la suite d'une dissolution parlementaire décidée par Jacques Chirac.                       |
| XIe         | 12 juin 1997    | 18 juin 2002   | Henri Sicre,       | PS,             | Maire de Céret |
| XIIe        | 19 juin 2002    | 19 juin 2007   | Henri Sicre,       | PS,             | |
| XIIIe       | 20 juin 2007    | 19 juin 2012   | Jacqueline Irles,  | UMP,            | Maire de Villeneuve de la Raho                                                                                             |
| XIVe        | 20 juin 2012    | 20 juin 2017   | Pierre Aylagas     | PS              | Maire d'Argelés sur Mer |
| XVe         | 21 juin 2017    | 21 juin 2022   | Sébastien Cazenove | LREM            | |
| XVIe        | 22 juin 2022    | 9 juin 2024    | Michèle Martinez   | RN              | Conseillére municipale de Perpignan Mandat écourté à la suite d'une dissolution parlementaire décidée par Emmanuel Macron. |

## Historique des élections
Voici la liste des résultats des élections législatives dans la circonscription depuis le découpage électoral de 1986 : 

### Élections de 1986
Pour la première fois sous la Cinquième République, se sont déroulées (partiellement) au scrutin proportionnel (listes départementales) à un seul tour; Faire en sorte qu'aucun ne représente aucun district.

### Élections de 1988
| Candidat       | Candidat            | Parti             | Premier tour | Premier tour | Second tour | Second tour |  |
| Candidat       | Candidat            | Parti             | Voix         | %            | Voix        | %           |  |
| -------------- | ------------------- | ----------------- | ------------ | ------------ | ----------- | ----------- |  |
|                | Henri Sicre élu     | PS                | 18 421       | 41,21        | 27 534      | 58,03       |  |
|                | Jean Xatard         | UDF (CDS) (URC)   | 11 455       | 25,63        | 19 911      | 41,97       |  |
|                | Michel de Cacqueray | FN                | 6 168        | 13,8         |             |             |  |
|                | Ghislain Cousteau   | PCF               | 5 521        | 12,35        |             |             |  |
|                | Francis Deprez      | Divers écologiste | 2 694        | 6,03         |             |             |  |
|                | Georges Moly        | Extrême droite    | 441          | 0,99         |             |             |  |
|                |                     |                   |              |              |             |             |  |
| Inscrits       | Inscrits            | Inscrits          | 67 082       | 100,00       | 67 049      | 100,00      |  |
| Abstentions    | Abstentions         | Abstentions       | 21 512       | 32,07        | 17 849      | 26,62       |  |
| Votants        | Votants             | Votants           | 45 570       | 67,93        | 49 200      | 73,38       |  |
| Blancs et nuls | Blancs et nuls      | Blancs et nuls    | 870          | 1,91         | 1 755       | 3,57        |  |
| Exprimés       | Exprimés            | Exprimés          | 44 700       | 98,09        | 47 445      | 96,43       |  |

Le suppléant de Henri Sicre était René Olive, conseiller général du canton de Thuir, retraité de l'enseignement.

### Élections de 1993
| Candidat       | Candidat                  | Parti                      | Premier tour | Premier tour | Second tour | Second tour |  |
| Candidat       | Candidat                  | Parti                      | Voix         | %            | Voix        | %           |  |
| -------------- | ------------------------- | -------------------------- | ------------ | ------------ | ----------- | ----------- |  |
|                | Henri Sicre sortant réélu | PS (ADFP)                  | 11 062       | 23,95        | 25 125      | 57,29       |  |
|                | Gérard Monterrat          | FN                         | 7 670        | 16,61        | 18 727      | 42,71       |  |
|                | Jean Madrenas             | UDF (CDS)                  | 6 180        | 13,38        |             |             |  |
|                | Jean Rède                 | RPR                        | 5 952        | 12,89        |             |             |  |
|                | Roland Monells            | PCF                        | 4 860        | 10,52        |             |             |  |
|                | Jacques Clostermann       | CNIP                       | 4 441        | 9,62         |             |             |  |
|                | Michel Parrat             | Les Verts (EÉ)             | 3 061        | 6,63         |             |             |  |
|                | Michel Parrat             | LT-LNÉ                     | 1 299        | 2,81         |             |             |  |
|                | Jordi Vera-Arus           | Régionaliste               | 753          | 1,63         |             |             |  |
|                | Jean-Pierre Tavernier     | Divers gauche (Maj. prés.) | 558          | 1,21         |             |             |  |
|                | Bernard Cholet            | LCR                        | 350          | 0,76         |             |             |  |
|                |                           |                            |              |              |             |             |  |
| Inscrits       | Inscrits                  | Inscrits                   | 71 376       | 100,00       | 71 370      | 100,00      |  |
| Abstentions    | Abstentions               | Abstentions                | 22 114       | 30,98        | 21 251      | 29,78       |  |
| Votants        | Votants                   | Votants                    | 49 262       | 69,02        | 50 119      | 70,22       |  |
| Blancs et nuls | Blancs et nuls            | Blancs et nuls             | 3 076        | 6,24         | 6 267       | 12,5        |  |
| Exprimés       | Exprimés                  | Exprimés                   | 46 186       | 93,76        | 43 852      | 87,5        |  |

Le suppléant de Henri Sicre était René Olive

### Élections de 1997
| Candidat       | Candidat                  | Parti          | Premier tour | Premier tour | Second tour | Second tour |  |
| Candidat       | Candidat                  | Parti          | Voix         | %            | Voix        | %           |  |
| -------------- | ------------------------- | -------------- | ------------ | ------------ | ----------- | ----------- |  |
|                | Henri Sicre sortant réélu | PS             | 15 715       | 31,6         | 28 796      | 57,65       |  |
|                | Pierre Becque             | UDF (FD)       | 9 756        | 19,62        | 21 153      | 42,35       |  |
|                | Gérard Monterrat          | FN             | 8 943        | 17,98        |             |             |  |
|                | Nicolas Garcia            | PCF            | 6 396        | 12,86        |             |             |  |
|                | Jean Rède                 | diss. RPR      | 3 796        | 7,63         |             |             |  |
|                | Jean Campo                | LDI (MPF)      | 1 076        | 2,16         |             |             |  |
|                | Claude Boutet             | Les Verts      | 905          | 1,82         |             |             |  |
|                | Jeanine Roubertou         | LT-LNÉ         | 701          | 1,41         |             |             |  |
|                | Jordi Vera-Arus           | Divers         | 691          | 1,39         |             |             |  |
|                | Jony Pantobe              | Divers droite  | 594          | 1,19         |             |             |  |
|                | Edwige Pia                | MÉI            | 592          | 1,19         |             |             |  |
|                | Laurent Della Santina     | GÉ             | 566          | 1,14         |             |             |  |
|                |                           |                |              |              |             |             |  |
| Inscrits       | Inscrits                  | Inscrits       | 73 168       | 100,00       | 73 166      | 100,00      |  |
| Abstentions    | Abstentions               | Abstentions    | 21 107       | 28,85        | 19 115      | 26,13       |  |
| Votants        | Votants                   | Votants        | 52 061       | 71,15        | 54 051      | 73,87       |  |
| Blancs et nuls | Blancs et nuls            | Blancs et nuls | 2 330        | 4,48         | 4 102       | 7,59        |  |
| Exprimés       | Exprimés                  | Exprimés       | 49 731       | 95,52        | 49 949      | 92,41       |  |

Le suppléant de Henri Sicre était René Olive.

### Élections de 2002
| Candidat       | Candidat                  | Parti            | Premier tour | Premier tour | Second tour | Second tour |  |
| Candidat       | Candidat                  | Parti            | Voix         | %            | Voix        | %           |  |
| -------------- | ------------------------- | ---------------- | ------------ | ------------ | ----------- | ----------- |  |
|                | Henri Sicre sortant réélu | PS               | 16 182       | 31,09        | 24 921      | 51,58       |  |
|                | Myriam Granat             | UMP              | 14 416       | 27,69        | 23 392      | 48,42       |  |
|                | Édouard Fesenbeck         | FN               | 8 483        | 16,3         |             |             |  |
|                | Nicolas Garcia            | PCF              | 4 563        | 8,77         |             |             |  |
|                | Catherine Delhoste        | CPNT             | 1 369        | 2,63         |             |             |  |
|                | Annick Duval              | Les Verts        | 1 308        | 2,51         |             |             |  |
|                | Virginie Barre            | S&P              | 1 001        | 1,92         |             |             |  |
|                | Sébastien Lefèvre         | LCR              | 785          | 1,51         |             |             |  |
|                | Chantal Decosse           | Pôle républicain | 764          | 1,47         |             |             |  |
|                | Christiane Bruneau        | MPF              | 754          | 1,45         |             |             |  |
|                | Annette Delcroix          | Divers           | 594          | 1,14         |             |             |  |
|                | José Marin                | MNR              | 546          | 1,05         |             |             |  |
|                | Jean-Marie Benito         | LO               | 541          | 1,04         |             |             |  |
|                | Edwige Pia                | Cap21            | 496          | 0,95         |             |             |  |
|                | Martine Lebrun            | GÉ               | 192          | 0,20         |             |             |  |
|                | Christian Joubert         | Divers           | 60           | 0,12         |             |             |  |
|                |                           |                  |              |              |             |             |  |
| Inscrits       | Inscrits                  | Inscrits         | 80 515       | 100,00       | 80 513      | 100,00      |  |
| Abstentions    | Abstentions               | Abstentions      | 27 022       | 33,56        | 29 093      | 36,13       |  |
| Votants        | Votants                   | Votants          | 53 493       | 66,44        | 51 420      | 63,87       |  |
| Blancs et nuls | Blancs et nuls            | Blancs et nuls   | 1 439        | 2,69         | 3 107       | 6,04        |  |
| Exprimés       | Exprimés                  | Exprimés         | 52 054       | 97,31        | 48 313      | 93,96       |  |

Le suppléant de Henri Sicre était Roland Noury, maire de Saint-Jean-Lasseille.

### Élections de 2007
| Candidat       | Candidat                      | Parti          | Premier tour | Premier tour | Second tour | Second tour |  |
| Candidat       | Candidat                      | Parti          | Voix         | %            | Voix        | %           |  |
| -------------- | ----------------------------- | -------------- | ------------ | ------------ | ----------- | ----------- |  |
|                | Jacqueline Irles élue         | UMP            | 21 124       | 37,59        | 28 070      | 50,25       |  |
|                | Pierre Aylagas                | diss. PS       | 10 072       | 17,92        | 27 790      | 49,75       |  |
|                | Olivier Ferrand               | PS             | 8 567        | 15,25        |             |             |  |
|                | Nicolas Garcia                | PCF            | 5 323        | 9,47         |             |             |  |
|                | Yves Porteix                  | UDF–MoDem      | 3 010        | 5,36         |             |             |  |
|                | Marie-Thérèse Costa-Fesenbeck | FN             | 2 566        | 4,57         |             |             |  |
|                | Myriam Granat                 | CNIP           | 1 245        | 2,22         |             |             |  |
|                | Franck Huette                 | Les Verts      | 907          | 1,61         |             |             |  |
|                | Yannick Fissier               | LCR            | 833          | 1,48         |             |             |  |
|                | Nicole Puigbo                 | CPNT           | 636          | 1,13         |             |             |  |
|                | Françoise Tibau               | Régionaliste   | 543          | 0,97         |             |             |  |
|                | Jacques Cros                  | LT-LNÉ         | 474          | 0,84         |             |             |  |
|                | Jacques Ménéchal              | MPF            | 358          | 0,64         |             |             |  |
|                | Maria Hernandez               | Divers         | 279          | 0,5          |             |             |  |
|                | Esther Silan                  | LO             | 254          | 0,45         |             |             |  |
|                |                               |                |              |              |             |             |  |
| Inscrits       | Inscrits                      | Inscrits       | 87 687       | 100,00       | 87 370      | 100,00      |  |
| Abstentions    | Abstentions                   | Abstentions    | 30 443       | 34,72        | 29 110      | 33,32       |  |
| Votants        | Votants                       | Votants        | 57 244       | 65,28        | 58 260      | 66,68       |  |
| Blancs et nuls | Blancs et nuls                | Blancs et nuls | 1 053        | 1,84         | 2 400       | 4,12        |  |
| Exprimés       | Exprimés                      | Exprimés       | 56 191       | 98,16        | 55 860      | 95,88       |  |

### Élections de 2012
| Candidat       | Candidat                      | Parti          | Premier tour | Premier tour | Second tour | Second tour |  |
| Candidat       | Candidat                      | Parti          | Voix         | %            | Voix        | %           |  |
| -------------- | ----------------------------- | -------------- | ------------ | ------------ | ----------- | ----------- |  |
|                | Pierre Aylagas élu            | PS             | 20 457       | 35,98        | 30 005      | 55,42       |  |
|                | Jacqueline Irles sortante     | UMP            | 15 446       | 27,16        | 24 137      | 44,58       |  |
|                | Marie-Thérèse Costa-Fesenbeck | RBM (FN)       | 10 437       | 18,35        |             |             |  |
|                | Nicolas Garcia                | FG (PCF) (PG)  | 7 135        | 12,55        |             |             |  |
|                | Bruno Rouane                  | EÉLV           | 1 445        | 2,54         |             |             |  |
|                | Yves Castanet                 | LT-LNÉ         | 522          | 0,92         |             |             |  |
|                | Jean-Michel Serve             | DLR            | 344          | 0,60         |             |             |  |
|                | Carol Malortigue              | Cap21          | 297          | 0,52         |             |             |  |
|                | Monique Jaulin                | AÉI            | 265          | 0,47         |             |             |  |
|                | Jean Boucher                  | NPA            | 203          | 0,36         |             |             |  |
|                | Esther Silan                  | LO             | 196          | 0,34         |             |             |  |
|                | Natacha Bordez                | Divers         | 115          | 0,20         |             |             |  |
|                |                               |                |              |              |             |             |  |
| Inscrits       | Inscrits                      | Inscrits       | 92 344       | 100,00       | 92 337      | 100,00      |  |
| Abstentions    | Abstentions                   | Abstentions    | 34 484       | 37,34        | 35 337      | 38,27       |  |
| Votants        | Votants                       | Votants        | 57 860       | 62,66        | 57 000      | 61,73       |  |
| Blancs et nuls | Blancs et nuls                | Blancs et nuls | 998          | 1,72         | 2 858       | 5,01        |  |
| Exprimés       | Exprimés                      | Exprimés       | 56 862       | 98,28        | 54 142      | 94,99       |  |

### Élections de 2017
|                                                                                       |                                                    |                           |                           |                          |                          |
|                                                                                       |                                                    | Premier tour 11 juin 2017 | Premier tour 11 juin 2017 | Second tour 18 juin 2017 | Second tour 18 juin 2017 |
|                                                                                       |                                                    |                           |                           |                          |                          |
|                                                                                       |                                                    | Nombre                    | % des inscrits            | Nombre                   | % des inscrits           |
| Inscrits                                                                              | Inscrits                                           | 97 100                    | 100,00                    | 97 099                   | 100,00                   |
| Abstentions                                                                           | Abstentions                                        | 48 093                    | 49,53                     | 53 727                   | 55,33                    |
| Votants                                                                               | Votants                                            | 49 007                    | 50,47                     | 43 372                   | 44,67                    |
|                                                                                       |                                                    |                           | % des votants             |                          | % des votants            |
| Bulletins blancs                                                                      | Bulletins blancs                                   | 900                       | 1,84                      | 3 445                    | 7,94                     |
| Bulletins nuls                                                                        | Bulletins nuls                                     | 416                       | 0,85                      | 1 642                    | 3,79                     |
| Suffrages exprimés                                                                    | Suffrages exprimés                                 | 47 691                    | 97,31                     | 38 285                   | 88,27                    |
|                                                                                       |                                                    |                           |                           |                          |                          |
| Candidat Étiquette politique (partis et alliances)                                    | Candidat Étiquette politique (partis et alliances) | Voix                      | % des exprimés            | Voix                     | % des exprimés           |
|                                                                                       |                                                    |                           |                           |                          |                          |
|                                                                                       | Sébastien Cazenove La République en marche         | 13 831                    | 29,00                     | 22 193                   | 57,97                    |
|                                                                                       | Stéphane Massanell Front national                  | 9 546                     | 20,02                     | 16 092                   | 42,03                    |
|                                                                                       | Jacqueline Irles Les Républicains                  | 7 329                     | 15,37                     |                          |                          |
|                                                                                       | Dominique Guérin La France insoumise               | 5 112                     | 10,72                     |                          |                          |
|                                                                                       | Nicolas Garcia Parti communiste français           | 3 645                     | 7,64                      |                          |                          |
|                                                                                       | Alexandre Reynal Parti socialiste                  | 3 580                     | 7,51                      |                          |                          |
|                                                                                       | Jordi Vera Régionaliste (Oui au Pays catalan)      | 1 867                     | 3,91                      |                          |                          |
|                                                                                       | Franck Huette Europe Écologie Les Verts            | 1 152                     | 2,42                      |                          |                          |
|                                                                                       | Gisèle Mouragues Debout la France                  | 438                       | 0,92                      |                          |                          |
|                                                                                       | Daniel Aillaud Divers (Parti du vote blanc)        | 429                       | 0,90                      |                          |                          |
|                                                                                       | Esther Silan Lutte ouvrière                        | 345                       | 0,72                      |                          |                          |
|                                                                                       | Carole Percy Divers (Union populaire républicaine) | 243                       | 0,51                      |                          |                          |
|                                                                                       | Michèle Vadureau-Perez Divers droite               | 174                       | 0,36                      |                          |                          |
| Source : Ministère de l'Intérieur - Quatrième circonscription des Pyrénées-Orientales |                                                    |                           |                           |                          |                          |

### Élections de 2022
|                                                    |                                                                                |                           |                           |                          |                          |
|                                                    |                                                                                | Premier tour 12 juin 2022 | Premier tour 12 juin 2022 | Second tour 19 juin 2022 | Second tour 19 juin 2022 |
|                                                    |                                                                                |                           |                           |                          |                          |
|                                                    |                                                                                | Nombre                    | % des inscrits            | Nombre                   | % des inscrits           |
| Inscrits                                           | Inscrits                                                                       | 101 918                   | 100                       | 101 920                  | 100                      |
| Abstentions                                        | Abstentions                                                                    | 51 319                    | 50,35                     | 53 819                   | 52,81                    |
| Votants                                            | Votants                                                                        | 50 599                    | 49,65                     | 48 101                   | 47,19                    |
|                                                    |                                                                                |                           | % des votants             |                          | % des votants            |
| Bulletins blancs                                   | Bulletins blancs                                                               | 758                       | 1,50                      | 3 453                    | 7,18                     |
| Bulletins nuls                                     | Bulletins nuls                                                                 | 318                       | 0,63                      | 1 411                    | 2,93                     |
| Suffrages exprimés                                 | Suffrages exprimés                                                             | 49 523                    | 97,87                     | 43 237                   | 89,89                    |
|                                                    |                                                                                |                           |                           |                          |                          |
| Candidat Étiquette politique (partis et alliances) | Candidat Étiquette politique (partis et alliances)                             | Voix                      | % des exprimés            | Voix                     | % des exprimés           |
|                                                    |                                                                                |                           |                           |                          |                          |
|                                                    | Michèle Martinez Rassemblement national                                        | 15 056                    | 30,40                     | 24 332                   | 56,28                    |
|                                                    | Sébastien Cazenove* Ensemble !                                                 | 10 799                    | 21,81                     | 18 905                   | 43,72                    |
|                                                    | Jérôme Pous Nouvelle Union populaire écologique et sociale La France insoumise | 10 294                    | 20,79                     |                          |                          |
|                                                    | Alexandre Reynal Divers gauche                                                 | 4 727                     | 9,55                      |                          |                          |
|                                                    | Sylvie Truchet Reconquête                                                      | 2 730                     | 5,51                      |                          |                          |
|                                                    | Bruno Galan Les Républicains                                                   | 2 396                     | 4,84                      |                          |                          |
|                                                    | Jordi Vera Régionalistes                                                       | 1 271                     | 2,57                      |                          |                          |
|                                                    | Delphine Bailly Parti animaliste                                               | 754                       | 1,52                      |                          |                          |
|                                                    | Stéphane Fabra Droite souverainiste Debout la France                           | 612                       | 1,24                      |                          |                          |
|                                                    | Caroline Poupard Lutte ouvrière                                                | 440                       | 0,89                      |                          |                          |
|                                                    | Carol Malortigue Sans étiquette                                                | 398                       | 0,80                      |                          |                          |
|                                                    | Edwige Vincent de Bourbon Pahlavi Sans étiquette                               | 46                        | 0,09                      |                          |                          |
| * Député sortant                                   |                                                                                |                           |                           |                          |                          |

### Élections de 2024
Résultats dans la 4e Circonscription
| Candidat          | Parti et coalition     | Nuance | Premier tour Voix | Premier tour % | Second tour Voix | Second tour % |
| ----------------- | ---------------------- | ------ | ----------------- | -------------- | ---------------- | ------------- |
| Michèle Martinez  | Rassemblement National | RN     | 33 159            | 47,90 %        | 38 045           | 58,14 %       |
| Julien Baraillé   | Parti socialiste (NFP) | NFP    | 17 963            | 25,95 %        | 27 395           | 41,86 %       |
| Patricia Nadal    | Renaissance (Ensemble) | RE     | 11 454            | 16,54 %        | -                | -             |
| Philippe Romain   | Les Républicains       | LR     | 3 183             | 4,60 %         | -                | -             |
| Céline Davesa     | Front Catalan          | REG    | 1 937             | 2,80 %         | -                | -             |
| Odile Maisonneuve | Reconquête             | REC    | 960               | 1,39 %         | -                | -             |
| Caroline Poupard  | Lutte ouvrière         | DXG    | 575               | 0,83 %         | -                | -             |
| Votes valides     | -                      | -      | 69 231            | 97,04 %        | 65 440           | 92,24 %       |
| Votes blancs      | -                      | -      | 1 301             | 1,82 %         | 3 900            | 5,50 %        |
| Votes nuls        | -                      | -      | 810               | 1,14 %         | 1 604            | 2,26 %        |
| Total votes       | -                      | -      | 71 342            | 100 %          | 70 944           | 100 %         |
| Inscrits          | -                      | -      | 102 720           | -              | 102 720          | -             |
| Participation     | -                      | -      | 69,44 %           | -              | 69,05 %          | -             |

#### Département des Pyrénées-Orientales
- La fiche de l'INSEE de cette circonscription : « Tableaux et Analyses de la quatrième circonscription des Pyrénées-Orientales », sur insee.fr, site de l'Institut national de la statistique et des études économiques (consulté le 10 juin 2007) [PDF]

- « Tous les députés du département des Pyrénées-Orientales depuis 1789 », sur assemblee-nationale.fr, site de l'Assemblée nationale française (consulté le 10 juin 2007)

- « Informations contentieuses sur le département des Pyrénées-Orientales (Élections législatives de 2002) »(Archive.org • Wikiwix • Archive.is • Google • Que faire ?), sur conseil-constitutionnel.fr, site du Conseil constitutionnel (consulté le 13 juin 2007)

#### Circonscriptions en France
- « Carte des circonscriptions législatives en France », sur assemblee-nationale.fr, site de l'Assemblée nationale française (consulté le 20 juin 2007)

- « Résultats électoraux officiels en France »(Archive.org • Wikiwix • Archive.is • Google • Que faire ?), sur interieur.gouv.fr, site du ministère de l'Intérieur (France) (consulté le 13 juin 2007)

- Description et Atlas des circonscriptions électorales de France sur http://www.atlaspol.com, Atlaspol, site de cartographie géopolitique, consulté le 13 juin 2007.